# Жолоб Степан Михайлович
Степан Михайлович Жолоб (1917—1964) — підполковник Радянська Армія, учасник радянсько-фінської і Другої світової війни, Герой Радянського Союзу (1940).

## Біографія
Степан Жолоб народився 1 (за новим стилем — 14) квітня 1917 року у селі Розвильне (тепер — Піщанокопський район Ростовської області). Здобув неповну середню освіту, після чого працював у колгоспі. В 1938 році призваний на службу в Робітничо-селянську Червону армію. Закінчив курси політруків. Брав участь у радянсько-фінській війні, бувши політруком роти 679-го стрілецького полку 113-ї Стрілецької Дивізії 7-ї армії Північно-Західного фронту.
4 березня 1940 року під час бою за Острів Туркінсаарі (нині — Овчинний у Виборзькій затоці) Жолоб прийняв на себе командування взводом, зумів пробитися до пристані, але потрапив в оточення. Організувавши кругову оборону, Жолоб зі своїм взводом тримався протягом чотирьох днів, після чого йому вдалося вийти з оточення.
Указом Президії Верховної Ради СРСР від 11 Квітня 1940 року за «зразкове виконання бойових завдань командування на фронті боротьби з фінською білогвардійщиною і проявлені при цьому відвагу і геройство» молодший політрук Степан Жолоб удостоєний високого звання Героя Радянського Союзу з врученням ордена Леніна і медалі «Золота Зірка» за номером 408.
Брав участь у Другій світовій війні. Закінчив курси при Військово-політичній академії. В 1956 році у званні підполковника Жолоб був звільнений у запас. Померти 6 травня 1964 року, похований на старому цвинтарі міста Анапа Краснодарський край.
Також нагороджений орденами Вітчизняної війни 2-го ступеня і Червоної Зірки, низкою медалей.
На честь Жолоба названа вулиця в селі Супсех Анапського району.